# 新高漫畫集團
《新高漫畫集團》，是台灣第一個同人團體與漫畫社會評論團體。

## 緣起
1938年成立於新竹市，因參加「日本漫画研究会」（Nihon Manga Kenkyuukai）函授課程所贈送之會員徽章，彼此相認，促成 《新高漫畫集團》的成立。(成立之時，主要成員的年齡約 14~15歲)。

## 成員
集團成員以"臺灣在住" 對大眾繪畫有研究者為限，陸續加入之成員包含王花(新竹市)、洪朝明(新竹市)、葉宏甲(新竹市)、陳家鵬(新竹市)、林河世、蜂野劍(臺中州東勢郡)、梁梓義(新竹州桃園郡)等人。

## 新高漫畫集團規約[2]
節錄部分重要規約，如下：

第一條 本集團稱為新高漫畫集團。

第二條 本集團以研究以下各領域為目的：
1. 漫画。
2. 插繪。
3. 其他大眾繪画。

第三條 本集團事務所位置：新竹市表町三丁目。

第五條 本集團推行以下事業：
1. 團員技術向上相關事項。
2. 其他認為有必要之事項。

第七條 加入本集團者，限於居住於臺灣且研究大眾繪畫者。

## 主要歷程
1. 1938年 成立於新竹市。
2. 1940年 王花、洪朝明 於【部報】發表作品。[3] (年齡約 16~17歲)
3. 1942年經由皇民奉公會安排清水崑（日语：清水崑）至新竹 指導集團成員。 [4] [5][6]
4. 1943年於【臺灣藝術】雜誌，以「新高漫畫集團同人」次署名發表作品.[7]
5. 1943年5月7日皇民奉公會主催「戰爭漫畫展」，王花、洪朝明、葉宏甲、陳家鵬 皆有作品入選展出。[8]
6. 1944年 1月8日「必勝漫畫展覽會」於新竹州圖書館展出，展示30餘幅作品。其後並於大溪、桃園、中壢、楊梅、新埔、關西、竹東、竹南、頭份、苑裡、苗栗等多地巡迴展出。[9]
7. 1945年集團主要成員(王花、洪朝明、葉宏甲、陳家鵬、林河世、梁梓義)與黃金穗、鄭世璠、黃澤祖、吳享霖等人 合作創立 【新新】月刊，並以「S.S 漫畫集團」之名於月刊內發表作品。[10]，[11] (創立之時，主要成員的年齡約 21~22歲)
8. 民國35年(1946年)年底，"第一屆台灣省全省美術展"， 王花、葉宏甲、陳家鵬 參加並入圍西洋畫部， 顯示新高成員除了具有成熟的漫畫素養之外， 亦具備西洋畫的素養。[12]

## 《新新》[10]
1945年晚夏，當時日本已戰敗，國府即將來接收，新竹幾位熱心文化發展的青年聚在一起，熱烈談論如何吸收祖國文化與如何建設台灣模範省的問題。進而促成此刊物，期提供台胞認識祖國文化之途徑，以提升台灣文化的水準。並決定新刊物名稱為《新新》之綜合文化雜誌，並一致推舉黃金穗擔任主編，發行人則由吳享霖擔任。

《新新》在1945年11月20日創刊發行，直到1947年1月5日發行最後一期，共出版了八期(七本，第四、五期合刊)。創刊號採全日文，逐期轉變，最後一期已採用全中文。《新新》每本都有兩頁漫畫作品，多由新高漫畫集團成員創作的，漫畫內容在以反映當年官員貪腐、商人投機、通貨膨脹等社會現象，表達一般民眾的感受與訴求。

《新新》從創刊號定價2.5元，到最後一期定價15元，仍不敵通貨膨脹產生的虧損，加上二二八的不利政治因素，只能停刊收場。

1995年張傳財的傳文文化印行《新新》雜誌的覆刻版，鄭世璠則是主要的資料提供者。 

## 後記
《新新》停刊後，成員不再以漫畫進行社會評論，其後依然時有聚會，相互激勵，於相關領域持續進行創作。
1. 1946年~1959年間 王花、葉宏甲、陳家鵬 參加並入圍"台灣省全省美術展"。[12]
2. 葉宏甲 持續漫畫夢，1958年起發表了連載漫畫 《諸葛四郎》。
3. 洪朝明(洪晁明)，在「學友」雜誌上，發表 「阿拉丁神燈」、「矮子睦克」等作品。[14]
4. 王花(王超光)，1962年與 楊英風等人創立「中華民國美術設計協會」，並擔任第一、二屆理事長。[15][16]
5. 陳家鵬，轉往商業美術設計，70歲時，在老友慫恿下出版「陳家鵬畫集」。[17]
6. 蜂野劍 戰後回到日本，發表「鉄腕ポパト」(大力水手)漫畫。[18]